# Helon Habila

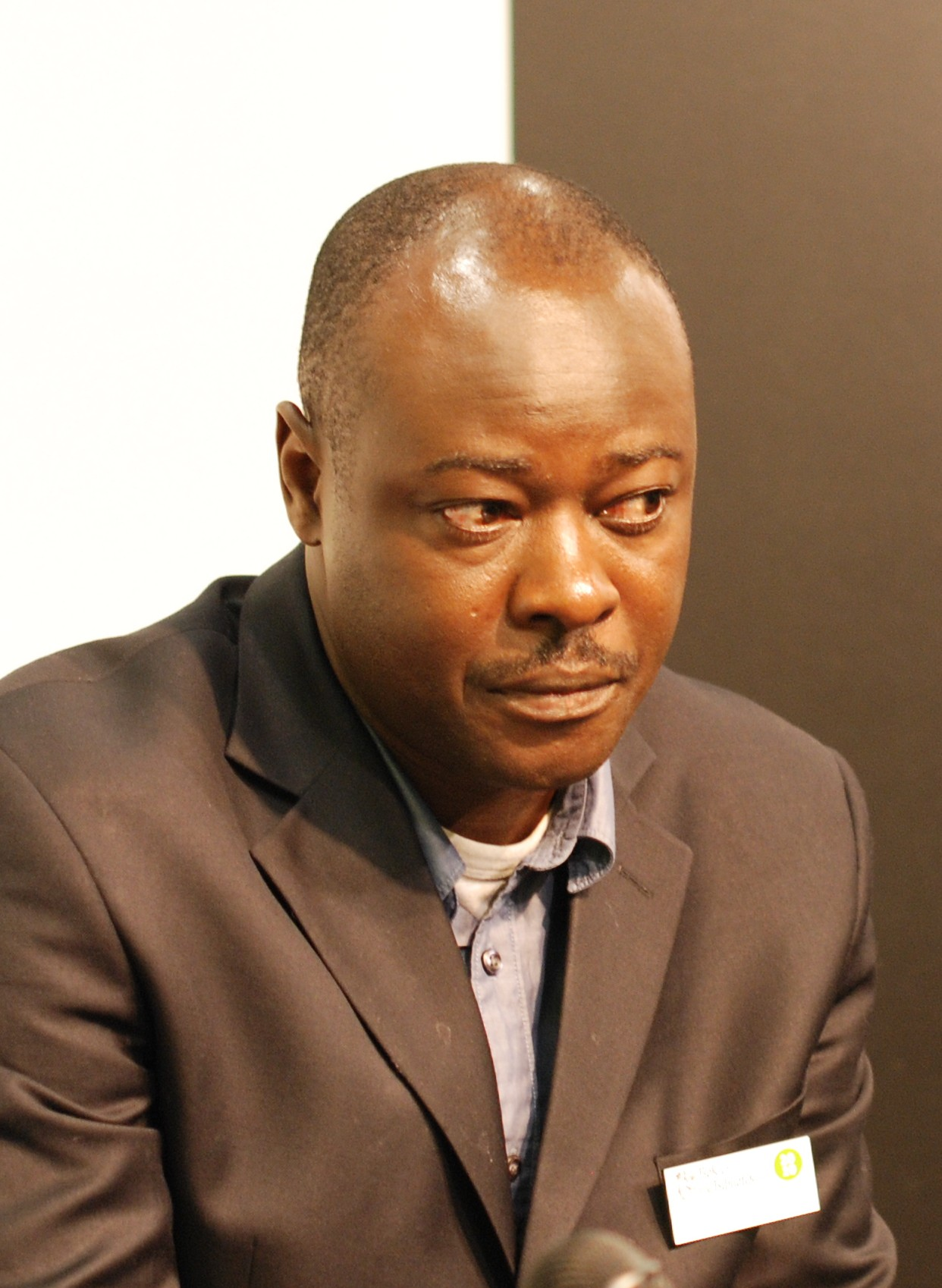
Helon Habila auf der Buchmesse in Göteborg, 2010

Helon Ngalabak Habila (* November 1967 in Kaltungo, heute Gombe State, Nigeria) ist ein Schriftsteller, Dichter und Dozent für Literatur.

## Leben
Helon Habila wuchs zusammen mit sieben Geschwistern in einer christlichen Familie in Nigeria auf, in der Tangale gesprochen wurde. In Gombe besuchte er die Grundschule. An der Universität von Jos schloss er 1995 mit einem Bachelor in englischer Literatur ab. Später war er Dozent an der Federal Polytechnic Bauchi, danach zog er 1999 nach Lagos, wo er als Literaturjournalist tätig war.
Bereits 1992 veröffentlichte er die Kurzgeschichte Embrace of the Snake und 1997 eine Biographie über den Häuptling Mai Kaltungo. Weitere Kurzgeschichten veröffentlichte er 2000 als Prison Stories. Für die Kurzgeschichte Love Poems erhielt er den Caine Prize for African Writing. Zur Preisverleihung reiste er zum ersten Mal ins Ausland.
Sein erster Roman Waiting for an Angel (2003) erzählt die Geschichte eines Schriftstellers, der in Nigeria in den 1990er Jahren ins Gefängnis gesperrt wird. Measuring Time (2007) ist ein Roman über eine Familie in einem nigerianischen Dorf. 2010 erschien Öl auf Wasser, ein Umweltkrimi und Politthriller, der die Ölpest im Nigerdelta behandelt.
Mehrere afrikanische Autorinnen und Autoren beeinflussten sein literarisches Werk. Dazu gehören Chinua Achebe und Wole Soyinka (beide Nigeria), Ngugi wa Thiongo (Kenia) und Bessie Head (Botswana).
Helon Habila lebt mit seiner Familie seit 2001 in Fairfax (USA). Er unterrichtet Creative Writing an der George Mason University.

## Werke
- Prison Stories. 2000
  - Auszug, Übers. Christina Rees, Lara Wiederhold: Love Poems – Liebesgedichte, in Snapshots – Schnappschüsse. Anthologie. Düsseldorf University Press DUP, 2017, S. 198–261 (zweisprachig engl.-dt.)
- Waiting for an Angel: A Novel. 2004
- New Writing 14. 2006.
- Measuring Time: A Novel. 2007
- Dreams, Miracles, and Jazz: An Anthology of New Africa Fiction. 2007
- Oil on Water: A Novel. 2010
  - Übers. Thomas Brückner: Öl auf Wasser. Das Wunderhorn, 2012 ISBN 978-3-88423-391-7
- The Granta Book of the African Short Story, 2011
- The Chibok Girls: The Boko Haram Kidnappings & Islamic Militancy in Nigeria[5][6]
- Travelers: A Novel. 2019
  - Übers. Susann Urban: Reisen. Das Wunderhorn, 2020 ISBN 978-3-88423-636-9

## Auszeichnungen
- 2001 Caine Prize, Love Poems
- 2003 Commonwealth Writers’ Prize, Africa category, Waiting for an Angel
- 2011 Commonwealth Writers’ Prize, Shortlist, Oil on Water
- 2012 Die Zeit, Die 10 besten Krimis 2012 (Platz 2) für Öl auf Wasser[7]
- 2013 Deutscher Krimi Preis (Platz 2 Internationaler Krimi) für Öl auf Wasser
- 2015 Windham–Campbell Literature Prize in der Kategorie Fictional.